# Markus Raetz
Pour les articles homonymes, voir Raetz.
Markus Raetz, né le 6 juin 1941 à Büren an der Aare et mort le 14 avril 2020 à Berne,, est un peintre, graveur, sculpteur et photographe suisse.

## Biographie

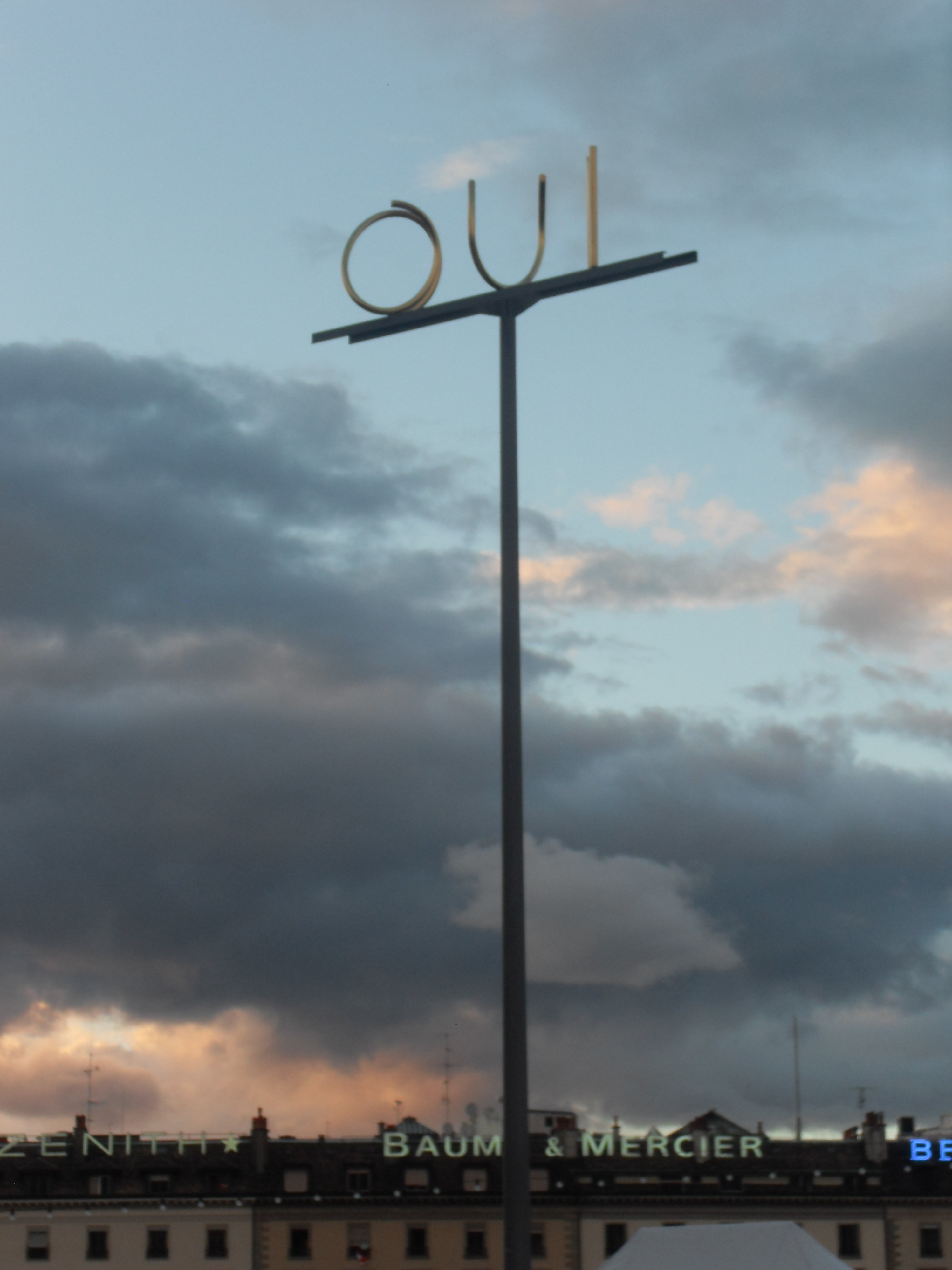
« Sans titre » (OUI-NON), 2000, place du Rhône, sculpture ambigramme à Genève.

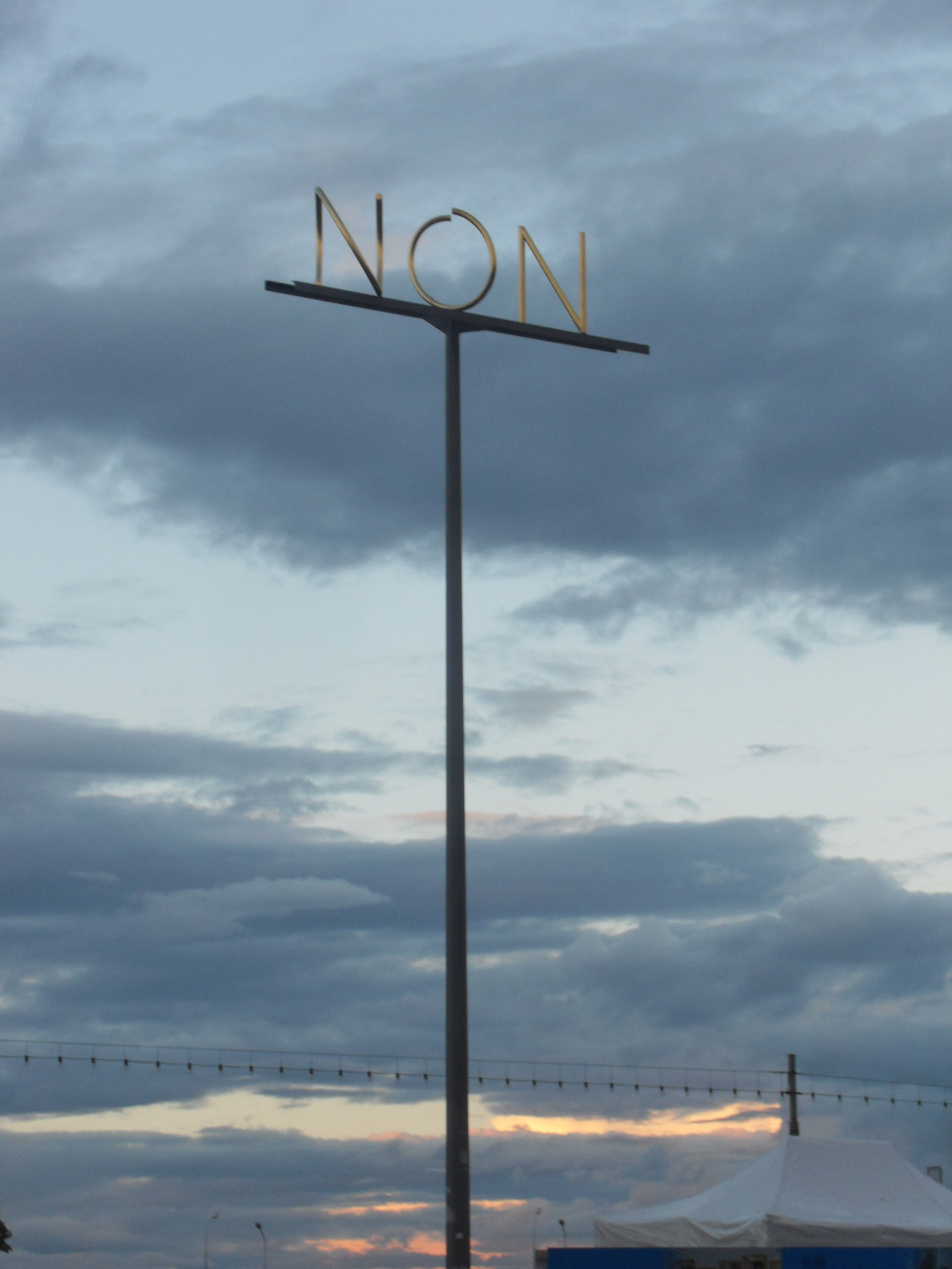
La sculpture vue sous un autre angle.

Markus Raetz travaille sur la réalité-irréalité de la présence et du regard, sur la perception, sur la déformation, sur la forme, le miroir et le regard de l'autre.
En 1994, dans le cadre d'une commande publique, il a réalisé pour la Chalcographie du Louvre une gravure au burin intitulée Wellen (Vagues).

## Expositions
- 1969, participation à « Quand les attitudes deviennent forme » (When attitudes become form : live in your head), Kunsthalle de Berne.
- 1994, Centre culturel suisse à Paris, « Estampes 1957-1991 », du 8 janvier au 13 mars 1994
- 13 décembre 2002 - 9 mars 2003 : Nothing is lighter than light, Maison européenne de la photographie, Paris[4],[5]
- 2006, au Musée d'art contemporain de Nîmes (France)
- 2009, présentation au Grand Palais de l'exposition Une image peut en cacher une autre : Arcimboldo, Dalí, Raetz
- 2011, Bibliothèque nationale de France, du 8 novembre 2011 au 12 février 2012[6].
- 2012, MUba Eugène Leroy, Tourcoing (France). Présentation d'estampes et sculptures de mars à juin 2012 au MUba Eugène Leroy de Tourcoing où une salle Markus Raetz a été créée en 1994.
- 2012, Galerie Farideh Cadot, Paris, du 8 novembre 2011 au 14 janvier 2012
- 2012, Musée des beaux-arts de La Chaux-de-Fonds, Trait papier, un essai sur le dessin contemporain, du 13 mai au 12 août 2012.
- 2014, Musée des beaux-arts de Berne, estampes et sculptures, du 31 janvier au 18 mai 2014.
- 2014, Musée Jenisch, Vevey, exposition rétrospective, du 26 juin au 5 octobre 2014.
- 2022, Fondation Jan Michalski, Markus Raetz, Le Reflet des mots, du 18 mars au 21 août 2022.
- 2023, Musée des Beaux-Arts de Berne, Markus Raetz, OUI NON SI NO YES NO, du 8 septembre 2023 au 25 février 2024.

## Œuvres exposées
- Jardin de sculptures du château de Kerguéhennec, Mimi, 1985-1986, béton, dépôt du Fonds national d'art contemporain.

Markus Raetz a réalisé plusieurs oeuvres ambigrammes tridimensionnelles, avec des mots généralement aux sens liés, tels que CECI-CELA, (1992-1993), SI-NO, (1996), TODO-NADA,, (1998), OUI-NON,,, (2000-2002), YES-NO (2003), ME-WE (2004, 2010), et TOUT-RIEN (2007).
Il s'agit d'œuvres anamorphosiques, qui changent d'apparence selon l'angle de vue de l'observateur. L'ambigramme OUI-NON est installé sur la place du Rhône, à Genève, en Suisse, en haut d'un mât métallique. Physiquement, les lettres ont l'apparence de torsades de fer. Grâce à la perspective, l'œuvre démontre que la réalité peut être ambiguë, et fait partie de la collection du Fonds municipal d'art contemporain de Genève (FMAC).